# Verbpartikel
Verbpartiklar binds till verb för att ge dessa en specificerad betydelse. I satslösningen ingår verbpartikeln i predikatet. I modern svenska placeras verbpartikeln oftast efter verbet (i ålderdomlig svenska kan verbpartikeln även komma först eller sist i satsen) och i talat språk betonas den alltid. I danska till skillnad från svenska förekommer verbpartiklarna oftare senare i satsen, exempelvis i denna konstruktion med imperativ: tag hatten af, "ta av hatten". Exempel på en verbpartiklar är om i köra om eller av i bryta av. Verbpartiklar utgörs ofta av prepositioner, adverb eller verb. Verbpartiklar kan bestå av flera ord, exempelvis sig till ro i slå sig till ro.